# Morgane (cantora)
Morgane (nascida Ingrid Simonis, Blegny, Bélgica, 23 de agosto de 1975) é uma cantora belga, conhecida por representar o seu país, a Bélgica no Festival Eurovisão da Canção 1992.

## Festival Eurovisão da Canção
Morgane representou a Bélgica no Festival Eurovisão da Canção 1992, com a canção "Nous, on veut des violons", terminando a competição em 20º lugar, entre 23 participantes.

## Carreira posterior
Após a Eurovisão, Morgane continuou a sua carreira pela música, até ter desaparecido de cena, tendo-se dedicado à família, sendo mãe de três filhos.
Em 2009, relançou a sua carreira, agora numa vertente rock/gothic.